# Ernst Plötze
Ernst Plötze (* 8. August 1902 in Wasserleben, Kreis Grafschaft Wernigerode; † 20. April 1984 in Emmendingen) war ein deutscher Physiker und Hochschullehrer.

## Leben und Wirken
Plötze stammte aus der preußischen Provinz Sachsen. Er trat zum 1. Mai 1933 der NSDAP (Mitgliedsnummer 3.126.286) und im selben Jahr der SA bei. 1933 folgte die Promotion zum Dr. rer. nat. und 1937 die Habilitation, womit er Privatdozent der Universität Freiburg im Breisgau wurde. 
Während des Zweiten Weltkrieges war er ab 1941 Physik-Referent bei der Kriegsmarine. Zum außerplanmäßigen und außerordentlichen Professor wurde er 1944 ernannt. 1945 wurde er nach dem Ende der NS-Zeit seines Amtes an der Universität enthoben.
1949 erfolgte seine Berufung zum ordentlichen Professor an der Universität Saarbrücken. Ab 1954 war er Gastprofessor an der Technischen Hochschule Karlsruhe. Seine Spezialgebiete waren Experimentalphysik und angewandte Physik.

## Schriften (Auswahl)
- Dielektrizitätskonstanten wäßriger Lösungen bei sehr hohen Frequenzen. Freiburg 1933.
- Reibungsdispersion der Dielektrizitätskonstanten organischer Flüssigkeiten. Freiburg 1937.
- (mit H. Person): Röntgenographische Untersuchungen polymehomologer Zellulosefasern. In: Naturwissenschaften 27 (1941), S. 693 ff.
- Planung und Aufbau einer Modellanlage zur Reinigung radioaktiver Abwässer (Dekontaminationsanlage). In: Atomkernenergie, Bd. 3 (1958), S. 186–190.
- (mit anderen Autoren): Charakteristische Flüssigkeitsstrukturen in verdünnten Kaolinitsuspensionen. In: Zentralblatt für Mineralogie, 1961, S. 738 ff.